# Aurélien Norest
Aurélien Jean-Claude Auguste Norest, född 1 september 1992, är en fransk fotbollsspelare som spelar för isländska Vestri.

## Karriär
Norest började spela fotboll som femåring i AS Saint-Ouen-l'Aumône. Mellan 2011 och 2014 studerade han och spelade fotboll på MidAmerica Nazarene University i Olathe, Kansas. Norest spelade 21 matcher och gjorde sex mål under säsongen 2013. Följande säsong spelade han 19 matcher och gjorde ett mål. Norest tilldelades flera utmärkelser och var lagkapten under tre av sina år på college. Därefter spelade han för Southern California Seahorses och Forest City London i Premier Development League.
I juni 2016 värvades Norest av isländska klubben Vestri från Ísafjarðarbær. Han spelade två säsonger för klubben.
I februari 2018 värvades Norest av Umeå FC, där han skrev på ett tvåårskontrakt. Inför säsongen 2019 blev Norest utsedd till klubbens lagkapten. I december 2019 förlängde han sitt kontrakt med ett år. Efter säsongen 2020 lämnade Norest klubben. I mars 2021 blev Norest klar för en återkomst i isländska Vestri. I november 2022 förlängde han sitt kontrakt med två år.